# Azinhal (Castro Marim)
Azinhal ist eine Gemeinde (Freguesia) im portugiesischen Kreis (Concelho) von  Castro Marim, an der Algarve. In ihr leben 479 Einwohner (Stand 19. April 2021).

## Geschichte
Entsprechend der Geschichte des gesamten Kreises war vermutlich auch Azinhal vorgeschichtliches Siedlungsgebiet, bevor es Teil der römischen Provinz Lusitania wurde. Nach dem Einfall germanischer Stämme im 5. Jahrhundert n. Chr. eroberten die Mauren im frühen 8. Jahrhundert das Gebiet. Im Verlauf der Reconquista eroberte Paio Peres Correia das heutige Kreisgebiet von Castro Marim im Jahr 1242, dem König D.Afonso III. im Jahr 1277 erstmals Stadtrechte gab.
Im 18. Jahrhundert wurde Azinhal eine eigenständige Gemeinde.

## Verwaltung
Azinhal ist Sitz einer gleichnamigen Gemeinde (Freguesia). Folgende Ortschaften und Mini-Ortschaften liegen in der Gemeinde:
| - Alcarias Grandes - Alcarias Pequenas - Azinhal - Barreiros | - Brenhosa - Corte do Gago - Corte Nova - Corujos | - Eira Grande - Horta do Vinagre - Poço dos Peixes - Sentinela |

## Söhne und Töchter der Gemeinde
Lino Miguel (1936–2022), General und Politiker